# Paul Hogan (butler)
Paul Hogan är en australisk tidigare konsul som blev känd butler.  Han är känd som butlern i TV-serien Joe Millionaire.  Därefter har han gjort gästframträdanden i program, och varit programvärd för Groomed.